# Cerotainia sarae
Cerotainia sarae är en tvåvingeart som beskrevs av Rueda 1998. Cerotainia sarae ingår i släktet Cerotainia och familjen rovflugor. Inga underarter finns listade i Catalogue of Life.